# フエンヒローラ
フエンヒローラ（スペイン語: Fuengirola, スペイン語: [fweŋxiˈɾola]）は、スペイン・アンダルシア州マラガ県にあるムニシピオ（基礎自治体）。地中海沿岸のフエンヒローラ川河口付近に形成された都市であり、港湾を擁し、貿易で発展してきた歴史を持つ。また、長さ8 kmを超える砂浜も残された観光地でもあり、2010年代にはスペイン出身者以外の住人が、町の人口の約4分の1を占めるに至った。

## 地理

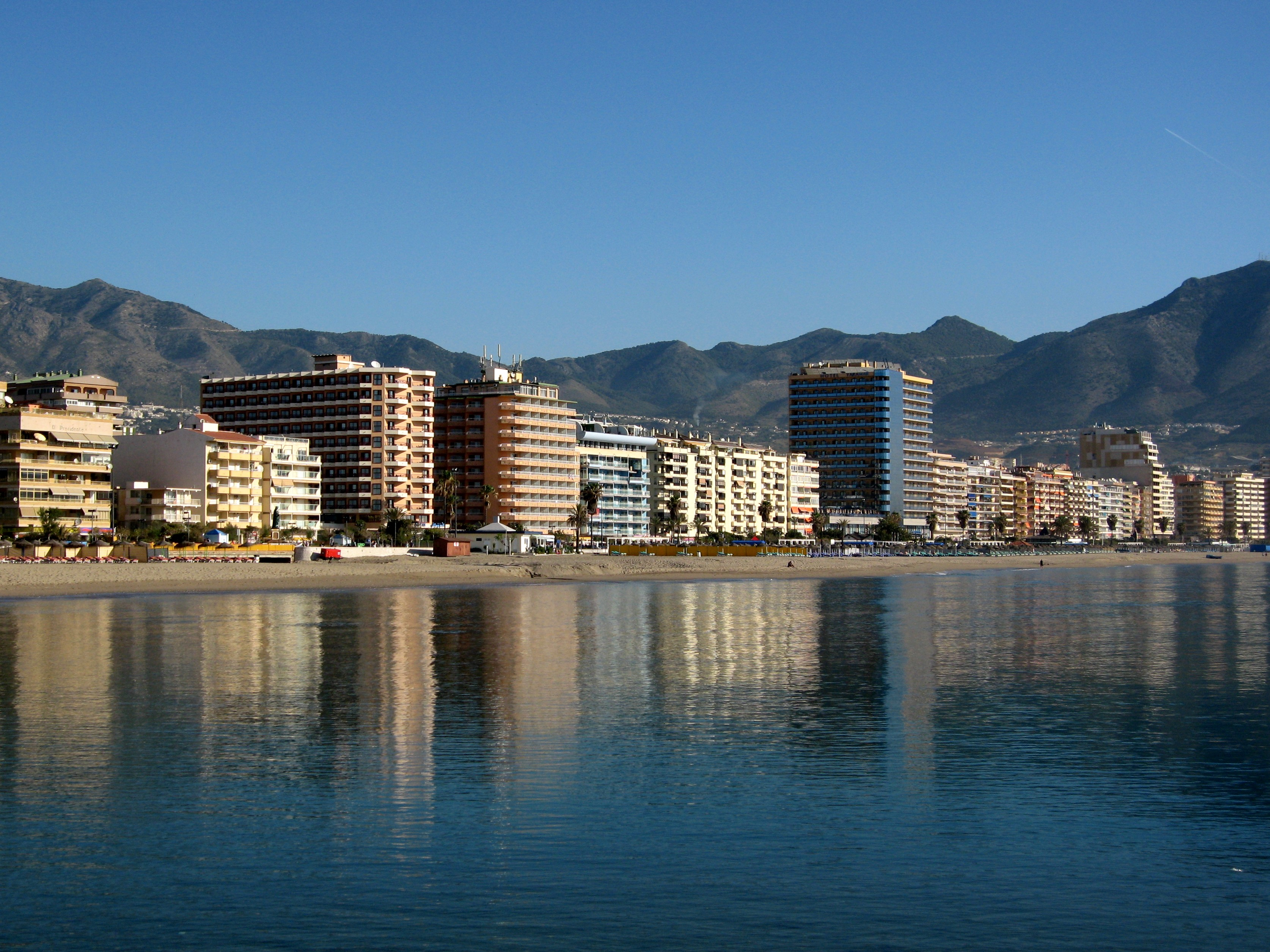
高層マンションが林立する沿岸部

フエンヒローラは地中海北岸の最西端部に当たるコスタ・デル・ソルと呼ばれる地域に位置し、長さ8 km以上に及ぶ砂浜があり、外国人観光客の多いリゾート地として知られている。特に夏季にはスペイン国内外から多くの観光客が訪れる。なお、国外からの観光客で特に多いのがイギリス人である。ここは地中海性気候の地域であり、特に夏季は晴れることが多く、年平均気温は18 ℃、夏季の平均気温は30 ℃以上と高い。
フエンヒローラの沿岸部などには高層マンションが林立しており、商業地や住宅地の開発が内陸部にまで及んでいる。この他、町中にはフエンヒローラ生物園という名称の動物園が設置されており、絶滅危惧種の繁殖、チンパンジー群の研究、熱帯林における教育などを行っている。フエンヒローラ市街地の南側の丘の上には、イスラーム時代の10世紀に建設されたソアイル城がある。2000年にはソアイル城の改修工事が完了し、夏季にはコンサートなどの開催地にもなっている。市街地とソアイル城の間にはフエンヒローラ川が流れており、川沿いはフルビアル公園として整備されている。

## 交通

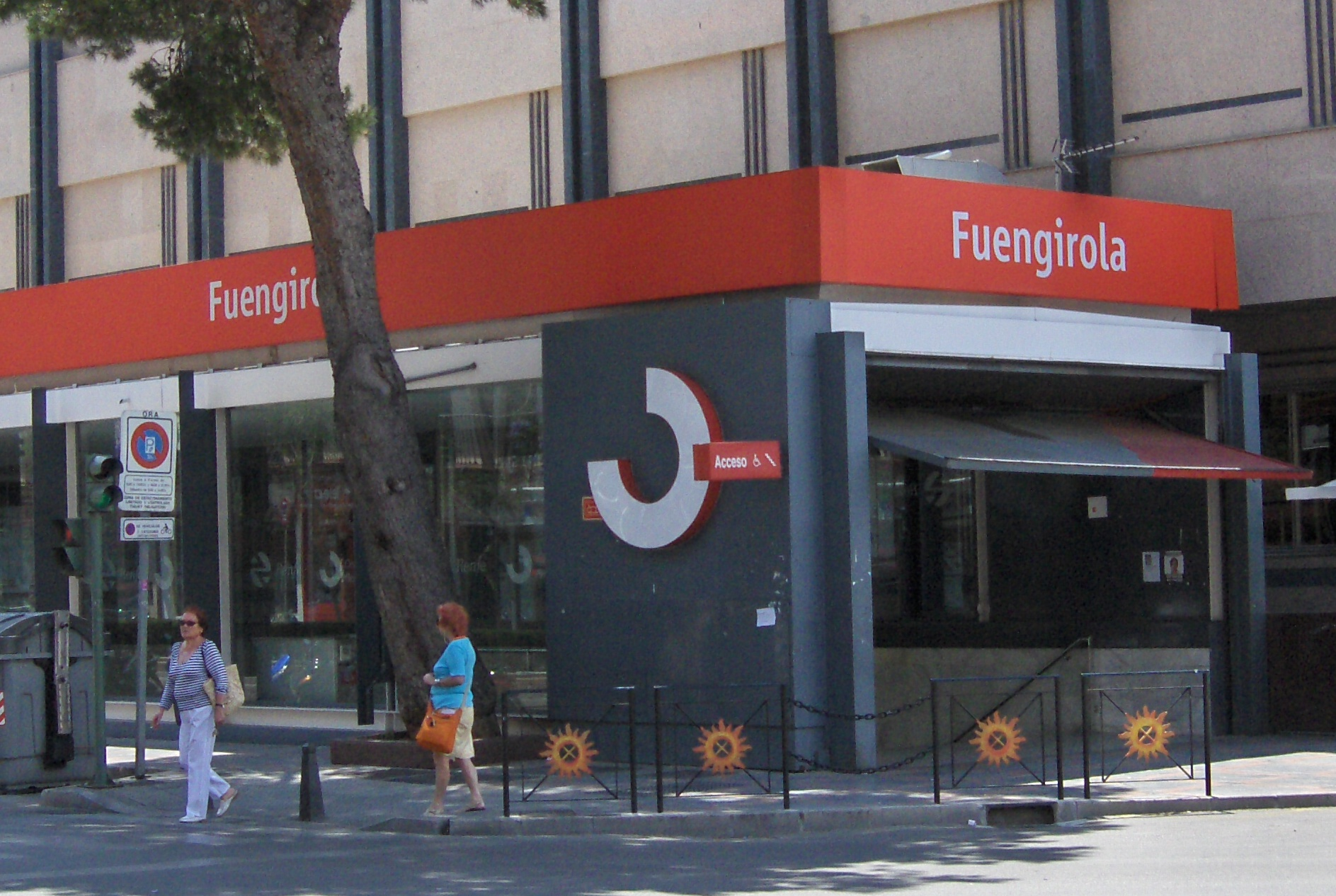
フエンヒローラ駅

自治体の中心部にはフエンヒローラ駅とバスターミナルがある。マラガ都市圏では近郊鉄道のセルカニアス・マラガが運行されており、フエンヒローラはC-1号線の西側の始発駅である。フエンヒローラ駅を発車した列車は、トレモリーノス、マラガのチュリアナ区、マラガ空港、マラガのカレテラ・デ・カディス区とクルス・デ・ウンミリャデーロ区の境界を通り、マラガの中心市街地である中央区に至っている。
この付近の地中海沿岸を走る国道にはA-7号線があり、西からカディス県のジブラルタル海峡に面した港町アルヘシラス、マラガ県のエステポナ、マルベーリャ、フエンヒローラ、マラガ、ベレス＝マラガ、グラナダ県のモトリル、アルメリア県のアルメリアなどの都市を結んでいる。

### 人口
2010年代時点の約8万人の人口のうちの25%はスペイン国外出身者であり、ヨーロッパのイギリス・アイルランド・フィンランド・スウェーデン、アフリカのモロッコ、南アメリカのアルゼンチンなどの出身者である。
| フエンヒローラの人口推移 1842－2017                     |
|                                                         |
| 出典:INE（スペイン国立統計局）1900年 - 1991年、1996年 - |

## 歴史

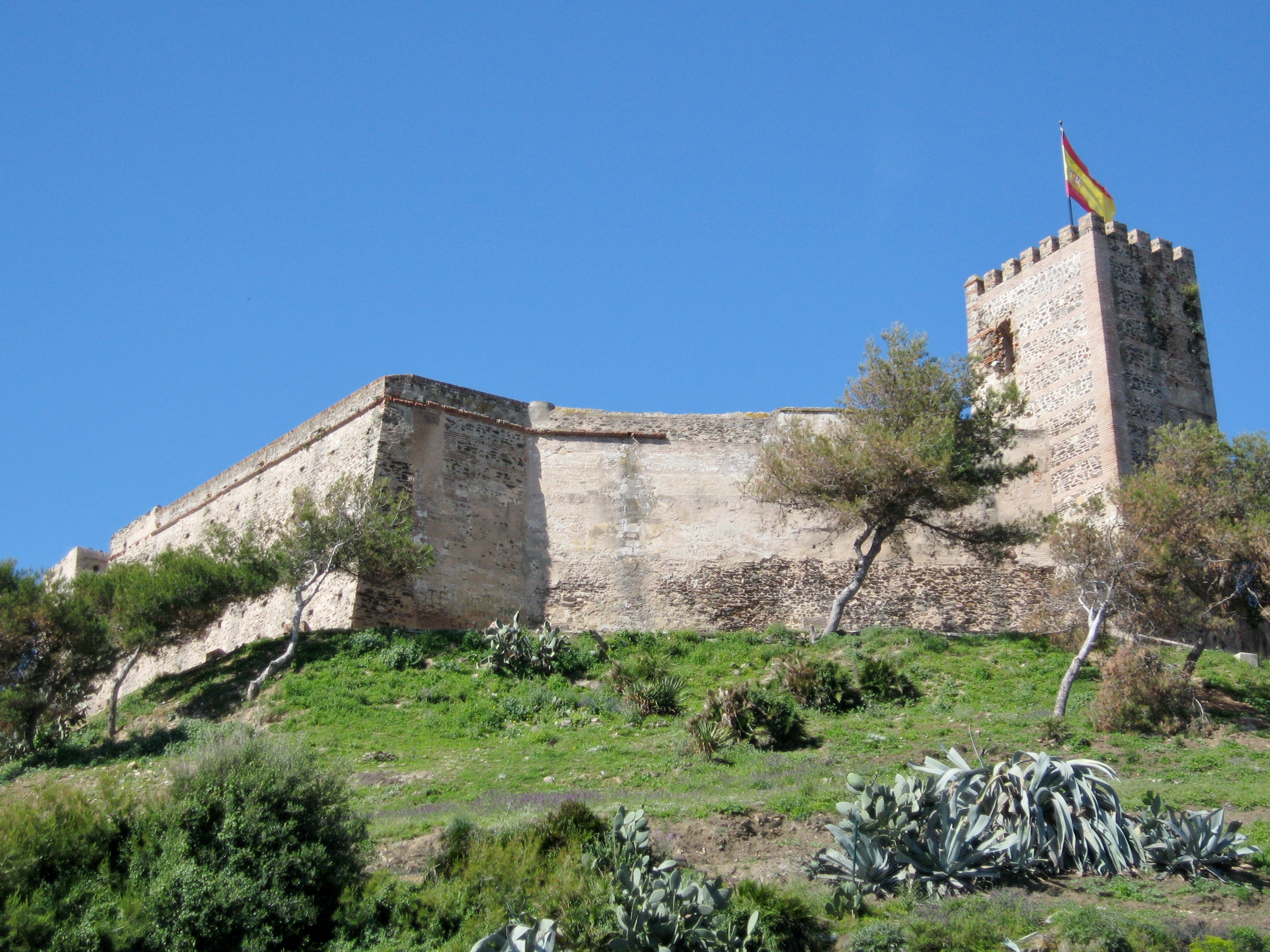
イスラーム時代の10世紀に建設されたソアイル城。

フエンヒローラの町は、フェニキア人、古代ローマ、イスラームの時代からの歴史を持つ。町の南側にそびえる丘には、後にローマ人に占領されたフェニキア人の集落の遺跡が残っている。この集落の存在により、ローマ時代の町はスエル(Suel)と呼ばれた。スエルは紀元1世紀のローマの歴史家であるポンポニウス・メラには「海岸にある町」と言及され、同時期の大プリニウスには「要塞都市」または「城塞都市」（オッピドゥム）と言及された。紀元2世紀にはクラウディオス・プトレマイオスに「フェニキア人の地域」に位置していると言及された。
イスラーム時代の10世紀半ばには、後ウマイヤ朝のアブド・アッラフマーン3世によってソアイル城（Castillo Sohail）が建設された。やがて町はスエルではなくスアイル(Suhayl)と呼ばれるようになり、ムーア人の時代には城とその周辺をさす名称となった。1114年から1185年には学者（ウラマー）のアル＝スアイリ（スアイル出身という意味）がスアイルで活動し、死後に埋葬されたマラケシュ（現在のモロッコ）では7聖人の1人とされている。レコンキスタが完了した1485年には、グラナダ王国の他地域とともにこの町もカトリック勢力の手に渡った。
トルコ人やモロッコ人の海賊がいなくなった17世紀には、新たな都市集落が開発された。18世紀初頭には海岸近くに宿泊施設が開業し、旅行者、ラバ追い、船員に宿泊場所を提供した。半島戦争中の1810年10月15日には、この地でフエンヒローラの戦いが起こった。ワルシャワ公国軍とフランス軍からなる約450人の軍勢が、イギリス軍とスペイン軍からなる約4500人の軍勢に勝利した。1841年5月には行政的にミハスから分割された。当時の住民は主に漁業、農業、フエンヒローラの港を訪れた船舶との貿易業に従事していた。

## 政治
| 任期      | 首長名                                       | 政党                                              |
| --------- | -------------------------------------------- | ------------------------------------------------- |
| 1979–1983 |                                              |                                                   |
| 1983–1987 | Luis Pagán Saura Sancho Adam Valverde        | スペイン社会労働党(PSOE) スペイン社会労働党(PSOE) |
| 1987–1991 | Sancho Adam Valverde                         | スペイン社会労働党(PSOE)                          |
| 1991–1995 | Esperanza Oña(91-93) Luis Pagán Saura(93-95) | 国民党(PP) スペイン社会労働党(PSOE)               |
| 1995–1999 | Esperanza Oña                                | 国民党(PP)                                        |
| 1999–2003 | Esperanza Oña                                | 国民党(PP)                                        |
| 2003–2007 | Esperanza Oña                                | 国民党(PP)                                        |
| 2007–2011 | Esperanza Oña                                | 国民党(PP)                                        |
| 2011–2015 | Esperanza Oña(11-14) Ana Mula(14-15)         | 国民党(PP) 国民党(PP)                             |
| 2015–2019 | Ana Mula                                     | 国民党(PP)                                        |
| 2019–2023 | n/d                                          | n/d                                               |
| 2023–     | n/d                                          | n/d                                               |

## 姉妹都市
- ルイジアナ州ニューイベリア（英語版）、アメリカ合衆国

## 出身者
- フリオ・アンギタ（英語版）(1941-) : 政治家。スペイン共産党所属。コルドバ市長。
- フアニート(1954-1992) : サッカー選手。FIFAワールドカップに2回出場した。
- マリア・バランコ（英語版）(1961-) : 女優。
- テレサ・サベル（英語版）(1965-) : セーリング選手。夏季オリンピックで金メダルを2個獲得した。
- アナベル・コンデ（英語版）(1975-) : 歌手。
- パブロ・ロペス（英語版）(1984-) : 歌手。
- ベレン・クエスタ(1984-) : 女優。
- ヘスス・ガメス(1985-) : サッカー選手。
- アニー・B・スウィート（英語版）(1987-) : シンガーソングライター。